# Halestorm (album)
| Recensione    | Giudizio |
| ------------- | -------- |
| AllMusic      | [ 1 ]    |
| Dangerdog.com | [ 3 ]    |
| Jukebox:Metal | [ 4 ]    |
| Kerrang!      |          |
| Rock Sound    | [ 5 ]    |
| TuneLab       | [ 6 ]    |

Halestorm è il primo album dell'omonimo gruppo hard rock statunitense, pubblicato il 28 aprile 2009 dalla Atlantic Records.

## Il disco
L'album, prodotto da Howard Benson, vede anche la collaborazione dell'ex chitarrista degli Evanescence Ben Moody nel brano Innocence. Ha ricevuto giudizi diversi dalla critica musicale. L'album ha avuto un modesto successo commerciale, classificandosi al 40º posto nella classifica Billboard 200 negli Stati Uniti. Nel 2019, in occasione del decimo anniversario della pubblicazione, il gruppo ha realizzato un'edizione speciale contenente undici nuovi brani demo ed inediti.

## Tracce
1. It's Not You – 2:55 (Halestorm)
2. I Get Off – 3:04 (Hale, Nina Ossof, Kathy Sommer, Dana Calistri)
3. Bet U Wish U Had Me Back – 3:43 (Hale, Bobby Huff)
4. Innocence – 3:16 (Hale, Ben Moody)
5. Familiar Taste of Poison – 4:04 (Hale, David Bassett)
6. I'm Not an Angel – 3:15 (Hale, Kara DioGuardi, Marti Frederiksen)
7. What Were You Expecting? – 3:34 (Hale, James Michael, John 5)
8. Love/Hate Heartbreak – 3:19 (Hale, Marti Frederiksen, Trevon Lukather)
9. Better Sorry Than Safe – 3:12 (Hale, Brian Howes, Cody Hanson)
10. Dirty Work – 3:17 (Halestorm)
11. Nothing to Do With Love – 3:30 (Hale, David Basset)

Tracce bonus dell'edizione Deluxe
1. Tell Me Where It Hurts – 3:48 (Hale, Corey Taylor)
2. Conversation Over – 3:05 (Hale, Bobby Huff)
3. Dirty Mind – 3:18 (Hale, Kara DioGuardi)

## Formazione
Hanno partecipato alle registrazioni secondo le note dell'album:
Halestorm
- Lzzy Hale - voce, chitarra elettrica
- Joe Hottinger - chitarra, cori
- Josh Smith - basso, cori
- Arejay Hale - batteria, percussioni, cori

Altri musicisti
- Howard Benson  – tastiere, organo Hammond
- Phil X – chitarra (traccia 3)
- Debbie Lurie – arrangiamenti archi (tracce 5, 6)

Tecnici
- Howard Benson – produttore
- Chris Lord-Alge – missaggio
- Mike Plotnikoff − registrazione
- Hatsukazu Inagaki − ingegneria del suono
- Paul Decardi – editing digitale
- Ted Jensen – masterizzazione

## Classifiche
| Classifica       | Posizione massima |
| ---------------- | ----------------- |
| Billboard 200    | 40                |
| Hard Rock Albums | 4                 |
| Top Rock Albums  | 11                |